# Lucie z Rujány
Lucie z Rujány († 12. února mezi lety 1208 a 1231) byla dcera rujánského knížete Jaromara a jeho manželky Hildegardy, nemanželské dcery Knuta V. Dánského. Stala se polskou kněžnou jako manželka Vladislava III.

## Život
Luciin vzhled ani povaha nejsou známy. V roce 1186 se provdala za Vladislava III., nejmladšího syna Měška III., manželství však zůstalo bezdětné. Vladislav měl během manželství množství milenek.[zdroj?]
Jediný známý fakt o Luciině životě v Polsku je ten, že se účastnila křtu nejmladšího dítěte Jindřicha I. Bradatého a Hedviky Slezské 25. prosince 1208. Luciino manželství s Vladislavem může být spojováno s dánskou politikou a jeho rostoucím vlivem v západním Pomořansku.